# Cabeça de Nêgo
Cabeça de Nêgo é um filme de drama brasileiro de 2021 dirigido e escrito por Déo Cardoso. O filme aborda uma discussão sobre o racismo e precariedade do sistema educacional público brasileiro. Produzido e distribuído pela Corte Seco Filmes, fez sua estreia mundial na Mostra de Cinema de Tiradentes em 2020, onde foi ovacionado de pé ao final da sessão. É protagonizado por Lucas Limeira e conta ainda com as partipações de Jéssica Ellen, Nicoly Mota, Carri Costa, Mateus Honori e Val Perré. 

## Sinopse
Inspirado por um livro dos Panteras Negras, o introvertido Saulo Chuvisco tenta impor mudanças em sua escola e acaba entrando em conflito com alguns colegas e professores. Após reagir a um insulto em sala de aula, Saulo é expulso, mas recusa-se a deixar as dependências da escola por tempo indeterminado.
Ao ocupar a escola ele usa a internet, através das redes sociais, para expressar as contradições da direção da escola, que a deixa em abandono. No entanto, o gesto solitário de Saulo não se resume ao encapsulamento do mundo virtual. Esse é só um gatilho para o verdadeiro movimento dos estudantes que, mobilizados a partir do exemplo de Saulo, se insurgem contra o sistema escolar – contra as maracutaias do diretor da escola, aliado dos políticos de alto escalão. Os estudantes se organizam e pressionam a direção.

## Produção
Produzido no estado do Ceará, a companhia produtora responsável pelo filme é a Corte Seco Filmes. O filme é composto majoritariamente por atores negros, que dialoga com a discussão do filme sobre o racismo e desigualdade racial.
O cineasta Déo Cardoso, resumiu em entrevista ao canal Curta! a sua obra como:
"O filme é sobre essa desobediência civil, necessária em tempos que não se pode mais ficar calado."

## Elenco
O elenco do filme é composto quase que integralmente por atores negros, fato esse que conversa com uma das falas do filme e do diretor ao falar com a imprensa sore o longa. "O protagonismo é deles da juventude negra, periférica negra."
| Ator              | Personagem        |
| ----------------- | ----------------- |
| Lucas Limeira     | Saulo             |
| Nicoly Mota       | Clarice           |
| Jessica Ellen     | Professora Elaine |
| Carri Costa       | Gusmão            |
| Mateus Honori     | Índio             |
| Val Perré         | Walter            |
| Jennifer Joingley | Mayandra          |
| Larissa Góes      | Delania           |
| Hilton Costa      | Guto              |
| Raphael Souma     | Pé de Pano        |
| Jeff Pereira      | Silvinho          |
| Lucas Madi        | Biel              |
| Renan Capivara    | Soneca            |
| Wally Menezes     | Fimose            |

## Lançamento
A première do filme ocorreu na Mostra de Cinema de Tiradentes em 2020. Em seguida, o filme foi selecionado por vários outros festivais, como: Olhar de Cinema – Festival Internacional de Curitiba; Encontro de Cinema Negro Zózimo Bulbul – Brasil, África e Caribe; Mostra Retroexpectativa 2020/2021 do Cinema do Dragão; Festival de Cinema de Mar Del Plata (Argentina); San Francisco (EUA), Santa Barbara International Film Festival (EUA), entre outros. O filme foi lançado nos cinemas a partir 21 de outubro de 2021.

## Recepção
No Papo de Cinema, Bruno Carmelo avaliou com nota 8/10 dizendo que "ainda há deficiências, especialmente de captação e edição de som. No entanto, para um primeiro filme, Cardoso conquista o mérito raríssimo de propor um discurso potente entre o hermético e o popularesco, respeitando os jovens sem condescendência dentro de uma fábula de convite à luta."